# Hockey Club Olten
Le Hockey Club Olten (ou Eishockey Club Olten en allemand) est un club de hockey sur glace du canton de Soleure en Suisse. Il évolue en Swiss League.

## Histoire du club

### Les débuts
Le 4 février 1934, la section de hockey sur glace du Eisclub Olten est créée. La même année, elle rejoint la fédération suisse de hockey sur glace.
Le 1er octobre 1946, le club est dissocié du patinage artistique et est renommé Eishockey Club Olten.
En route vers la modernité
L'ouverture de la patinoire artificielle de Kleinholz en 1961 permet des entraînements réguliers et la création d'une section juniors. En 1966, le HC Olten est promu en première ligue puis, en 1970, en Ligue nationale B (LNB). Depuis lors, le HC Olten est continuellement représenté en LNB ou en Ligue nationale A (LNA). En 1976, le toit de la patinoire du Kleinholz est construit.
Les années NLA
Sous la direction de l'entraîneur Rolf Altorfer, le HC Olten monte pour la première fois en Ligue nationale A, en 1985. Il y évolue pendant deux saisons avant d'être relégué en 1987,.
Sous la direction de Kent Ruhnke, le HC Olten est devenu champion de la NLB en 1988 et remonte dans l'élite. Lors de la saison 1988-1989, il termine à la septième place, puis, lors de la saison 1989-1990, il termine à la cinquième place et joue chaque fois les quarts de finale des play-offs. Malgré ces deux saisons encourageantes, le HC Olten n'arrive pas à s'établir durablement en LNA. Le club est relégué en 1992, obtient une promotion immédiate en 1993 pour finalement retrouver la LNB en 1994,,,.
La LNB, la stabilisation et l’ambition
À la suite de ces années d’alternance entre les deux divisions, les finances du club sont largement déficitaires et son avenir est en danger. Une restructuration profonde est engagée et le club devient une SA en 2000. Le budget est réduit et la dette éliminée progressivement. L’équipe se stabilise sportivement en LNB et s’y établit comme une des équipes majeures.
La santé financière retrouvée et avec un public fidèle et passionné, le HC Olten tourne à nouveau son regard vers la plus haute division. L’équipe atteint la finale de Swiss League à cinq reprises en dix ans, respectivement en 2013, 2015, 2018, 2022 et 2023. Mais se voit à chaque fois tenu en en échec à ce stade de la compétition,,,.

## Palmarès
- Champion de LNB
  - 1981 et 1988

## Effectif actuel
| No    | Nom                  | Nat. | Position  | Arrivée                              |
| ----- | -------------------- | ---- | --------- | ------------------------------------ |
| +068, | Dominic Nyffeler     |      | Gardien   | 2022 - EHC Kloten                    |
| +088, | Lucas Rötheli        |      | Gardien   | 2022 - EV Zoug                       |
| +010, | Janis Elsener        |      | Défenseur | 2023 - SC Rapperswil-Jona Lakers     |
| +017, | Cédric Hächler       |      | Défenseur | 2022 - HC Ambrì-Piotta               |
| +037, | Gianluca Burger      |      | Défenseur | 2023 - GCK Lions                     |
| +047, | Eliot Antonietti     |      | Défenseur | 2021 - HC Lugano                     |
| +065, | Victor Öjdemark      |      | Défenseur | 2022 - Lausanne HC                   |
| +067, | Florian Schmuckli    |      | Défenseur | 2021 - HC Thurgovie                  |
| +071, | Fabian Ganz          |      | Défenseur | 2023 - HC Thurgovie                  |
| +077, | David Moser          |      | Défenseur | prêté par le HC Bienne               |
| +004, | Jeremy Jabola Prada  |      | Attaquant | 2023 - CP Berne                      |
| +009, | Rihards Melnalksnis  |      | Attaquant | 2023 - GCK Lions                     |
| +012, | Giacomo Dal Pian     |      | Attaquant | 2022 - HC Ambrì-Piotta               |
| +016, | František Řehák      |      | Attaquant | 2023 - SC Langenthal                 |
| +022, | Luca Andrea De Nisco |      | Attaquant | 2023 - EV Zoug                       |
| +027, | Éric Faille          |      | Attaquant | 2019 - HC´05 iClinic Banská Bystrica |
| +029, | Gregory Weber        |      | Attaquant | prêté par le CP Berne                |
| +031, | Simon Sterchi        |      | Attaquant | 2021 - CP Berne                      |
| +046, | François Beauchemin  |      | Attaquant | 2023 - Dragons de Rouen              |
| +064, | Benjamin Neukom      |      | Attaquant | 2022 - SC Rapperswil-Jona Lakers     |
| +066, | Andri Spiller        |      | Attaquant | prêté par le EHC Kloten              |
| +091, | Stanislav Horanský   |      | Attaquant | 2021 - HC Ambrì-Piotta               |
| +011, | Dominic Weder        |      | Attaquant | 2019 - HC Davos                      |
| +093, | Silvan Wyss          |      | Attaquant | 2017 - SCL Tigers                    |